# عمرو بن عثمان بن كعب
الصحابي عمرو بن عثمان بن عمرو بن كعب بن سعد بن تَيْم بن مُرَّة القرشيّ التيميّ، وقيل عمرو بن عثمان بن كعب، كان قديم الإسلام بمكّة، وكان من مُهَاجِرة الحبشة، ورجع في السفينتين اللتين رجع فيهما من بقي من الصحابة في الحبشة سنة 7 هـ، ثم قتل بالقادسية مع سعد بن أبي وقاص سنة 15 هـ في خلافة عمر بن الخطاب.